# Coxicerberus ruffoi
Coxicerberus ruffoi är en kräftdjursart som beskrevs av Claude Chappuis 1953. Coxicerberus ruffoi ingår i släktet Coxicerberus och familjen Microcerberidae. Inga underarter finns listade i Catalogue of Life.